# Saint-Ouen-d'Aunis
Saint-Ouen-d'Aunis é uma comuna francesa na região administrativa da Nova Aquitânia, no departamento de Charente-Maritime. Estende-se por uma área de 8,82 km². Em 2010 a comuna tinha 1 844 habitantes (densidade: 209,1 hab./km²).